# Alvleesklierstellaatcel

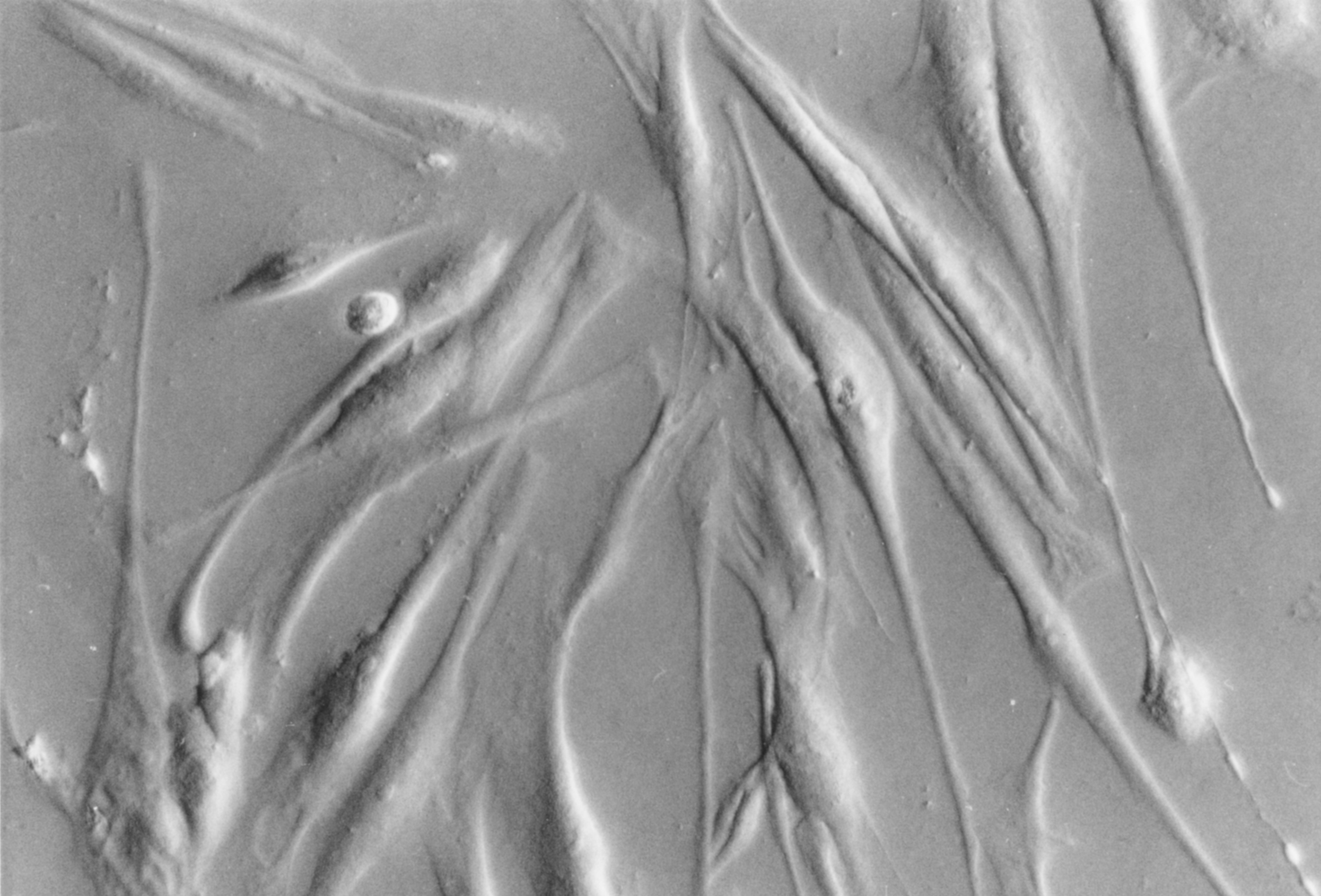
Alvleesklierstellaatcellen

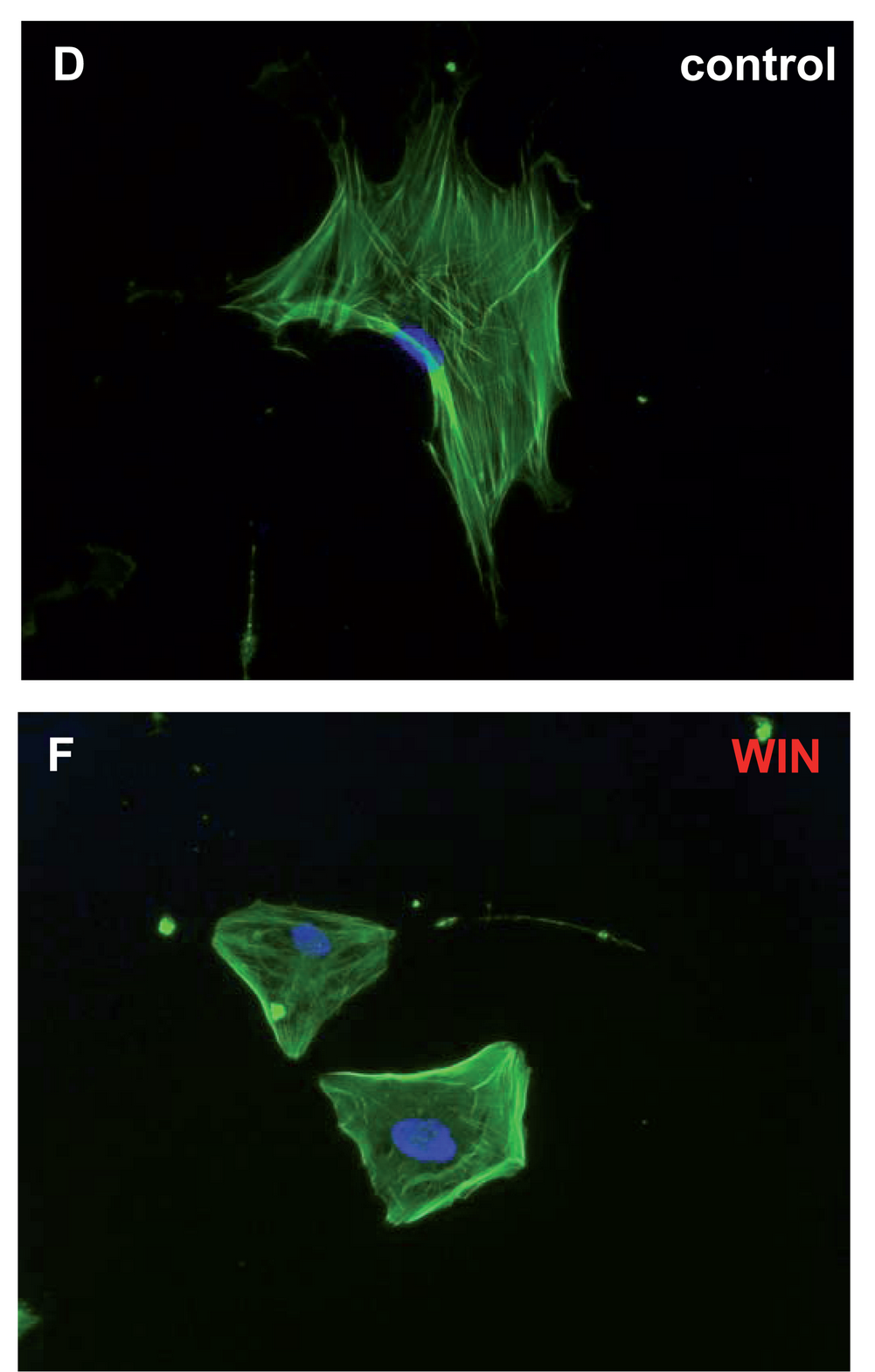
Kleuring van het actine cytoskelet met faloïdine. D: normale celstructuur. F: met WIN een rondere en kleinere cel. WIN 55,212-2 is een chemische stof.

Alvleesklierstellaatcellen zijn myofibroblast-achtige cellen die zich bevinden in exocriene regio's van de alvleesklier. Alvleesklierstellaatcellen kunnen uit een rusttoestand naar een geactiveerde toestand transformeren. In een rusttoestand kunnen alvleesklierstellaatcellen vet en vitamine A opslaan. In een geactiveerde toestand verkrijgen ze myofibroblastische eigenschappen door actinevezels te produceren die in de cel aanwezig zijn en celmigratie mogelijk maken, en door componenten van de extracellulaire matrix van het bindweefsel te produceren, met name collageenvezels, die vervolgens vanuit de cel in het interstitium worden uitgescheiden.
De alvleesklierstellaatcellen worden gemedieerd door paracriene en autocriene (werkend op de producerende cel zelf) stimuli en vertonen overeenkomsten met de leverstellaatcel. De activering van alvleesklierstellaatcellen en de expressie van matrixmoleculen vormen het complexe proces dat alvleesklierfibrose induceert. Synthese, afzetting, rijping en hervorming van het vezelige bindweefsel kunnen beschermend werken, maar wanneer ze blijvend zijn, belemmeren ze de normale alvleesklierfunctie.

## Structuur
Alvleesklierstellaatcellen bevinden zich in de peri-acinus ruimten van de alvleesklier en vormen lange cytoplasmatische uitlopers die de basis van de acinus omringen. Alvleesklierstellaatcellen vormen 4% van de totale celmassa in de klier. De cellen bevinden zich in periductale en perivasculaire delen van de alvleesklier en bevatten vitamine A-lipidedruppeltjes in hun cytoplasma. Alvleesklierstellaatcellen spelen een rol in de pathogenese van ziekten door te transformeren van een rusttoestand naar een geactiveerde toestand, ook wel bekend als een "myofibroblastische" toestand.
Alvleesklierstellaatcellen brengen de intermediair filamenteiwitten desmine en gliafibrillaire zure eiwitten tot expressie. De expressie van een breed scala aan intermediaire filamenteiwitten geeft de alvleesklierstellaatcellen contractiele eigenschappen. Cellulaire verlengingen stellen de cellen ook in staat hun omgeving waar te nemen. Na een ontsteking of beschadiging van de alvleesklier worden in rust verkerende alvleesklierstellaatcellen geactiveerd tot myofibroblastachtige cellen, die α-gladde spier actine (ACTA2) tot expressie brengen. Er vinden verschillende morfologische veranderingen plaats, waaronder celkernvergroting en toegenomen groei van het endoplasmatisch reticulumnetwerk. De geactiveerde alvleesklierstellaatcellen nemen vervolgens in aantal toe, migreren en scheiden extracellulaire matrixcomponenten af, zoals collageen type I, chemokines en cytokines.

## Functie
In rust produceren alvleesklierstellaatcellen matrixmetalloproteasen zoals MMP-2, MMP-9 en MMP-13 en hun remmers, die helpen bij de verversing van de extracellulaire matrix (ECM). Door de verversing van de ECM te reguleren, zijn alvleesklierstellaatcellen betrokken bij het in stand houden van de modellering van normaal weefsel.[5] MMP-2, afgescheiden door alvleesklierstellaatcellen, draagt echter bij aan de ontwikkeling van alvleesklierkanker.
Fibrose is een opvallend kenmerk van chronische pancreatitis en van de desmoplastische reactie die verband houdt met alvleesklierkanker. Hoewel de pathogenese van fibrose nog ongrijpbaar is, draagt de activering van stellaatcellen bij aan alvleesklierfibrose. Talrijke stoffen reguleren de activering van alvleesklierstellaatcellen, met name IL-1, IL-6, TNF-α, TGF-β1 en activine 1. De potentiële bronnen van deze activerende stoffen zijn onder meer bloedplaatjes, macrofagen, alvleesklier-acinuscellen en endotheelcellen in een ontstoken alvleesklier. Alvleesklierstellaatcellen zijn individueel ook in staat cytokinen te synthetiseren zoals TGF-β1, activine A en IL-1. De productie van deze factoren wijst op de aanwezigheid van autocriene lussen die de activering van alvleesklierstellaatcellen in stand houden en zo de ontwikkeling van fibrose bevorderen.
Proteïnekinasen zoals MAPK's (mitogeen geactiveerde kinases) zijn de belangrijkste mediatoren van activerende signalen die worden geïnitieerd door de groeifactoren angiotensine II en ethanol. Andere signaalroutes die de activering van alvleesklierstellaatcellen reguleren, zijn onder andere PI3K, RHO-kinase en TGF-β/SMAD-gerelateerde routes. Na activering migreren alvleesklierstellaatcellen naar gebieden met weefselschade en trekken samen, fagocyteren en induceren producten die de ECM reguleren door herstel te faciliteren of door fibrose te bevorderen. De migratie van alvleesklierstellaatcellen wordt gemoduleerd door Indian hedgehog (IHH), een peptide dat betrokken is bij de ontwikkeling, patroonvorming en differentiatie van de alvleesklier. Stellaatcellen produceren smoothened (Smo) en patched-1 (Ptch1) eiwitten, die belangrijke kenmerken zijn van het hedgehog-receptorsysteem. Indian Hedgehog-binding resulteert in verplaatsing van de transcriptionele factor Gli-1 in de kern, waardoor chemokinetische migratie van alvleesklierstellaatcellen wordt geïnduceerd.
Na activering hebben alvleesklierstellaatcellen twee bestemmingen. Bij aanhoudende ontsteking en letsel wordt de activering van alvleesklierstellaatcellen voortgezet, wat resulteert in de groei van alvleesklierfibrose. De activering van P2-receptoren induceert intracellulaire calciumsignalering, die de fibrogene functie van geactiveerde stellaatcellen bemiddelt. Bij geringe ontsteking en letsel ondergaan alvleesklierstellaatcellen echter een apoptotisch lot en komen ze in rust, waardoor de ontwikkeling van fibrose wordt voorkomen.
Alvleesklierstellaatcellen vertonen ook door ethanol induceerbare ADH-activiteit. De mogelijkheid dat alvleesklierstellaatcellen tijdens ethanolconsumptie worden blootgesteld aan ethanol en acetaldehyde is waarschijnlijk, aangezien de alvleesklier ethanol via de oxidatieve route omzet in acetaldehyde. Alvleesklierstellaatcellen worden geactiveerd bij blootstelling aan ethanol en zijn metaboliet acetaldehyde of aan oxidatieve stress. Ethanol in klinisch relevante concentraties veroorzaakt α-SMA-expressie en collageenproductie in alvleesklierstellaatcellen, maar heeft een minimaal effect op de celproliferatie.
Een verhoogde α-SMA-expressie in stellaatcellen die aan ethanol zijn blootgesteld, suggereert activering en transformatie van de cellen naar een myofibroblastfenotype. Incubatie van alvleesklierstellaatcellen met ethanol in aanwezigheid van de ADH-remmer 4MP had de door ethanol geïnduceerde toename van de collageensynthese geremd. De omzetting van ethanol in acetaldehyde via ADH is een belangrijke stap in de door ethanol geïnduceerde activering van alvleesklierstellaatcellen.

## Geschiedenis
Hoewel de ontdekking van leverstellaatcellen in 1876 wordt toegeschreven aan Karl Wilhelm von Kupffer, die ze “stellate cells” noemde, wordt de oorspronkelijke ontdekking aan meer dan één onderzoeksgroep toegeschreven.. De eerste gedocumenteerde observaties van alvleesklierstellaatcellen werden in 1982 vastgelegd door Watari et al. Watari observeerde de alvleesklier van met vitamine A geprimde muizen met behulp van fluorescentiemicroscopie en elektronenmicroscopie. Er werden cellen waargenomen met een vervagende blauwgroene fluorescentie, typisch voor vitamine A, in de peri-acinaire regio van de alvleesklier. Watari vergeleek deze cellen met leverstellaatcellen. De publicatie van twee baanbrekende onderzoeksartikelen in 1998, waarin de isolatie van deze cellen werd beschreven, bood een in-vitromethode waarmee onderzoekers alvleesklierstellaatcellen in zowel gezond als ziek weefsel kunnen karakteriseren.

## Klinische betekenis

### Pancreatitis
Pancreatitis wordt over het algemeen ingedeeld in twee vormen: acuut en chronisch. Bij acute pancreatitis treedt necrotische ontsteking van het orgaan op, terwijl chronische pancreatitis zich onderscheidt door progressief verlies van endocriene en exocriene functie. Nadat alvleesklierschade is opgetreden, vinden pathologische gebeurtenissen plaats zoals interstitieel oedeem, necrose van parenchymcellen, activering en proliferatie van alvleesklierstellaatcellen. Ontsteking en parenchymnecrose gaan vooraf aan de activering van alvleesklierstellaatcellen. Geactiveerde alvleesklierstellaatcellen bevinden zich in gebieden met grote necrose en ontsteking die cytokines, groeifactoren en reactieve zuurstofcomponenten bevatten. Ontstekingsprocessen zijn essentieel voor de activering van stellaatcellen. Daarom zijn zowel autocriene als paracriene mediatoren betrokken bij de activering van alvleesklierstellaatcellen.
Grote hoeveelheden cellen die α-SMA tot expressie brengen zijn aanwezig in fibrotische gebieden van alvleesklierweefselcoupes bij patiënten met chronische pancreatitis. Cellen die α-SMA tot expressie brengen in fibrotische gebieden produceren mRNA dat codeert voor procollageen I α1, wat aangeeft dat geactiveerde alvleesklierstellaatcellen de belangrijkste bron van collageen zijn bij alvleesklierfibrose. Geactiveerde alvleesklierstellaatcellen en andere myofibroblasten dragen bij aan de vorming van een voorlopige matrix op de plaats van de verwonding, die celproliferatie, celmigratie en de vorming van nieuwe parenchymcellen mogelijk maakt. In de meeste gevallen trekken geactiveerde alvleesklierstellaatcellen zich terug na het einde van de schadelijke werking, maar herhaalde alvleesklierschade kan leiden tot proliferatie van alvleesklierstellaatcellen en uiteindelijk fibrose.
Bij mensen wordt aanhoudende schade aan de alvleesklier in verband gebracht met chronisch alcoholgebruik, obstructie van de alvleeskliergang en genetische aanleg. Chronische schade leidt tot de aanhoudende activering van het actieve alvleesklierstellaatcel-fenotype. Een verminderde productie van matrixmetalloproteasen (MMP's) door alvleesklierstellaatcellen draagt ook bij aan het fibrotische fenotype. Andere factoren kunnen ook zorgen voor de aanhoudende geactiveerde toestand van alvleesklierstellaatcellen in het geval van pancreatitis. Alvleesklierstellaatcellen brengen bijvoorbeeld protease-geactiveerde receptor-2 (PAR-2) tot expressie, die door trypsine wordt gesplitst om actief te worden. Actief PAR-2 zet vervolgens de groei en collageensynthese van alvleesklierstellaatcellen in gang.

### Kanker
Alvleesklierkankers worden herkend door tumordesmoplasie (de groei van vezelig bindweefsel in de tumor), die zich onderscheidt door een toename van het bindweefsel rondom het neoplasma. Geactiveerde alvleesklierstellaatcellen in tumordesmoplasie van humane alvleesklierkankers brengen α-SMA tot expressie en co-lokaliseren met mRNA dat codeert voor procollageen I α1. Deze factoren leveren een belangrijke bijdrage aan de extracellulaire matrixeiwitten (ECM-eiwitten) waaruit de desmoplasie bestaat. Er bestaat een symbiotische relatie tussen pancreasadenocarcinoomcellen en alvleesklierstellaatcellen, wat leidt tot een algehele toename van de tumorgroei. Zo induceren kweeksupernatanten van humane alvleeskliertumorcellijnen de proliferatie van alvleesklierstellaatcellen en de productie van ECM-eiwitten.
Alvleeskliertumorcellen stimuleren de proliferatie van alvleesklierstellaatcellen door de secretie van PDGF en induceren de productie van ECM-eiwitten in alvleesklierstellaatcellen door de secretie van TGF-β1 en FGF-2. Alvleeskliertumorcellen en alvleesklierstellaatcellen opereren in een symbiotische relatie in dierstudies, maar gegevens van humane alvleeskliertumoren zijn beperkt. De groeifactor voor bindweefsel is betrokken bij de pathogenese van fibrotische ziekten en wordt voornamelijk gevonden in alvleesklierstellaatcellen door regulatie door TGF-β.
Alvleesklierkankercellen stimuleren ook proliferatie, ECM-productie en TIMP1-productie in alvleesklierstellaatcellen. De productie van deze factoren wordt gereguleerd door fibroblastgroeifactor 2, TGF-β1 en PDGF. Naast cytokine-gemedieerde mechanismen produceren alvleesklierstellaatcellen ook een tumorondersteunende micro-omgeving door de productie van matricellulaire eiwitten. De upregulatie van matricellulaire eiwitten zoals galectine-1 en tenascine-C is aanwezig in de stromaweefsels van alvleesklierkanker en chronische pancreatitis. Matricellulaire eiwitten induceren proliferatie, migratie en productie van cytokines, ECM en angiogene reacties in alvleesklierstellaatcellen, die op hun beurt proliferatie van kankercellen induceren. Matricellulaire eiwitten kunnen daarom rechtstreeks bijdragen aan de ontwikkeling van alvleesklierkanker door de activiteit van kankercellen te stimuleren. Het matricellulaire eiwit faciliteert ook een tumorondersteunende micro-omgeving door aanhoudende fibrogene stellaatcelactiviteit.
Een hypoxische omgeving in tumoren beïnvloedt de progressie van alvleesklierkanker. Een zuurstofarme omgeving bestaat niet alleen in kankercellen, maar ook in de omliggende alvleesklierstellaatcellen. De cellulaire respons op hypoxie wordt gemedieerd door de transcriptiefactor HIF-1, een heterodimeer eiwit dat bestaat uit α- en β-subeenheden. Hypoxie stimuleert ook de celkernexpressie van HIF-1α, gevolgd door de productie van de vasculair endotheliale groeifactor (VEGF) in alvleesklierstellaatcellen. De inductie van HIF-α geeft aan dat alvleesklierstellaatcellen dienen als zuurstofgevoelige cellen in de alvleesklier. Alvleesklierstellaatcellen, endotheelcellen en andere cellen die betrokken zijn bij de ontwikkeling van alvleesklierfibrose functioneren daarom in coördinatie met een zuurstofarme micro-omgeving.
Over het algemeen worden alvleesklierstellaatcellen in verband gebracht met de productie en hervorming van ECM, intra-tumorale hypoxie, resistentie/barrière tegen chemotherapie, proliferatie, invasie, migratie, verminderde apoptose, angiogenese, immuunsuppressie en pijnfactoren.